# Гульден Нидерландской Новой Гвинеи
Гульден Нидерландской Новой Гвинеи (нидерл. Nederlands-Nieuw-Guineese gulden) — денежная единица, бывшая в обращении на территории Нидерландской Новой Гвинеи (в западной части острова Новая Гвинея).
Гульден Нидерландской Новой Гвинеи был введён на сохранившейся под контролем Нидерландов западной половине острова Новая Гвинея после провозглашения на остальной части Нидерландской Индии независимой республики Индонезия. Ранее на территории нидерландской Новой Гвинеи в качестве денежной единицы использовался гульден Нидерландской Индии, ходивший в обороте как в банкнотах, так и в медной и серебряной монете. Так как в Индонезии после обретения независимости была создана собственная валюта (индонезийская рупия), а огромная часть торгового оборота Нидерландской Новой Гвинеи была завязана на Индонезию, сохранение в качестве расчётного средства на Новой Гвинее выведенного из оборота в Индонезии гульдена Нидерландской Индии привело в нидерландской колонии на Новой Гвинее в короткое время к галопирующей инфляции.
30 марта 1950 года в нидерландской Новой Гвинее была проведена денежная реформа и взамен гульдена Нидерландской Индии введён гульден Нидерландской Новой Гвинеи. В связи с предотвращением возможностей спекуляции были заморожены банковские счета на её территории. На денежных средствах бывшей Нидерландской Индии, бывших в ранее в обращении на Новой Гвинее, делалась надпечатка «гульден Нидерландской Новой Гвинеи». В марте 1953 года было принято решение по поводу замороженных банковских счетов — из внесённых на счёта до 30 марта 1950 года средств на «новые деньги» обменивалось 40 % вклада.
2 января 1950 года была выпущена первая серия банкнот для нидерландской Новой Гвинеи — купюры номиналом в 1 ,2½, 5, 10, 25, 100 и 500 гульденов. На этих банковских билетах был изображён портрет нидерландской королевы Юлианы. Металлические монеты для этой колонии отчеканены не были. Как мелкая монета использовались нидерландские монеты от 1948 года и более поздние. Всего в Нидерландскую Новую Гвинею в период с 1949 по 1956 год было ввезено голландской монеты на 930.000,- гульденов. 8 декабря 1954 года последовала вторая эмиссия гульдена Нидерландской Новой Гвинеи, с новым портретом королевы. В то же время использование новой валюты было для туземного населения Новой Гвинеи малозначимым, так как среди местных жителей преобладала натуральная торговля или обмен товара на товар.
1 октября 1962 года управление западной частью Новой Гвинеи было взято на себя комиссией ООН, передавшей затем эту территорию 1 мая 1963 Индонезии. В период между 01.10.1962 и 01.05.1963 здесь по-прежнему использовались гульдены Нидерландской Новой Гвинеи. с 1 мая 1963 года Индонезией были введены новые денежные средства — западноирианская рупия, на которую гульден Нидерландской Новой Гвинеи обменивался в соотношении 1:1. Ввоз индонезийской рупии в Западный Ириан был запрещён. Подобные же правила были установлены для островов Риау. В период с 1 июня по 30 ноября 1963 года индонезийцами из обращения были изъяты все нидерландские мелкие монеты и банкноты. В 1971 году произошёл окончательный переход на индонезийскую рупию: рупия Западного Ириана была обменена на индонезийскую по курсу: 1 рупия ЗИ = 18,90 индонезийских рупий (1 IB Rp = 18,90 Rp).